# Modesta Justė Morauskaitė
Modesta Justė Morauskaitė (2 de octubre de 1995) es una deportista de Lituania que compite en atletismo. Ganó una medalla de oro en el Campeonato Europeo de Atletismo por Equipos de 2021, en la prueba de 400 m vallas.